# Distretto di Nalgonda
Nalgonda è un distretto dell'India di 3 238 449 abitanti. Capoluogo del distretto è Nalgonda.

## Amministrazioni
Ai fini amministrativi, il distretto è suddiviso in 4 divisioni tributarie (Nalgonda, Miryalaguda, Bhongir e Suryapet), 59 comuni (detti mandal) e 1155 villaggi. I comuni, ognuno col suo numero di codice ufficiale, sono i seguenti: 
| - Alair (5) - Anumula (51) - Atmakur (M) (14) - Atmakur (S) (10) - B. Ramaram (1) - Bhongir (16) - Bibingar (17) - Chandampet (59) - Chandur (38) - Chilkur (44) - Chinthapally (56) - Chityal (21) - Chivemla (27) - Coutuppal (19) - Damercherla (50) - Devarakonda (57) - Garidepally (43) - Gundala (6) - Gundlapally (58) - Gurrampode (54) | - Huzurnagar (47) - Jajireddiguda (11) - Kanagal (39) - Kattangur (23) - Kethepally (25) - Kodad (45) - Marriguda (37) - Mattampally (48) - Mellachervu (46) - Miryalaguda (42) - Mothey (28) - Mothkur (13) - Munagala (30) - Munugode (35) - Nadigudem (29) - Nakrekal (24) - Nalgonda (34) - Nampally (55) - Narayanpoot (36) - Narkatpally (22) | - Neredcherla (49) - Nidmanoor (40) - Noothankal (9) - P. A. Pally (53) - Peddavoora (52) - Penpahad (31) - Pochampally (18) - Rajapet (3) - Ramannapet (20) - Saligowraram (12) - Suryapet (26) - Thipparthy (33) - Thungathurthy (8) - Thurkapally (2) - Tirumalagiri (7) - Tripuraram (41) - Valigonda (15) - Vemulapally (32) - Yadagirigutta (4) |